# 우쓰베촌
우쓰베촌(内部村)은 일본 미에현 미에군에 설치되었던 촌이다. 현재의 욧카이치시의 일부에 해당한다.